# Heber-Serrure Codex

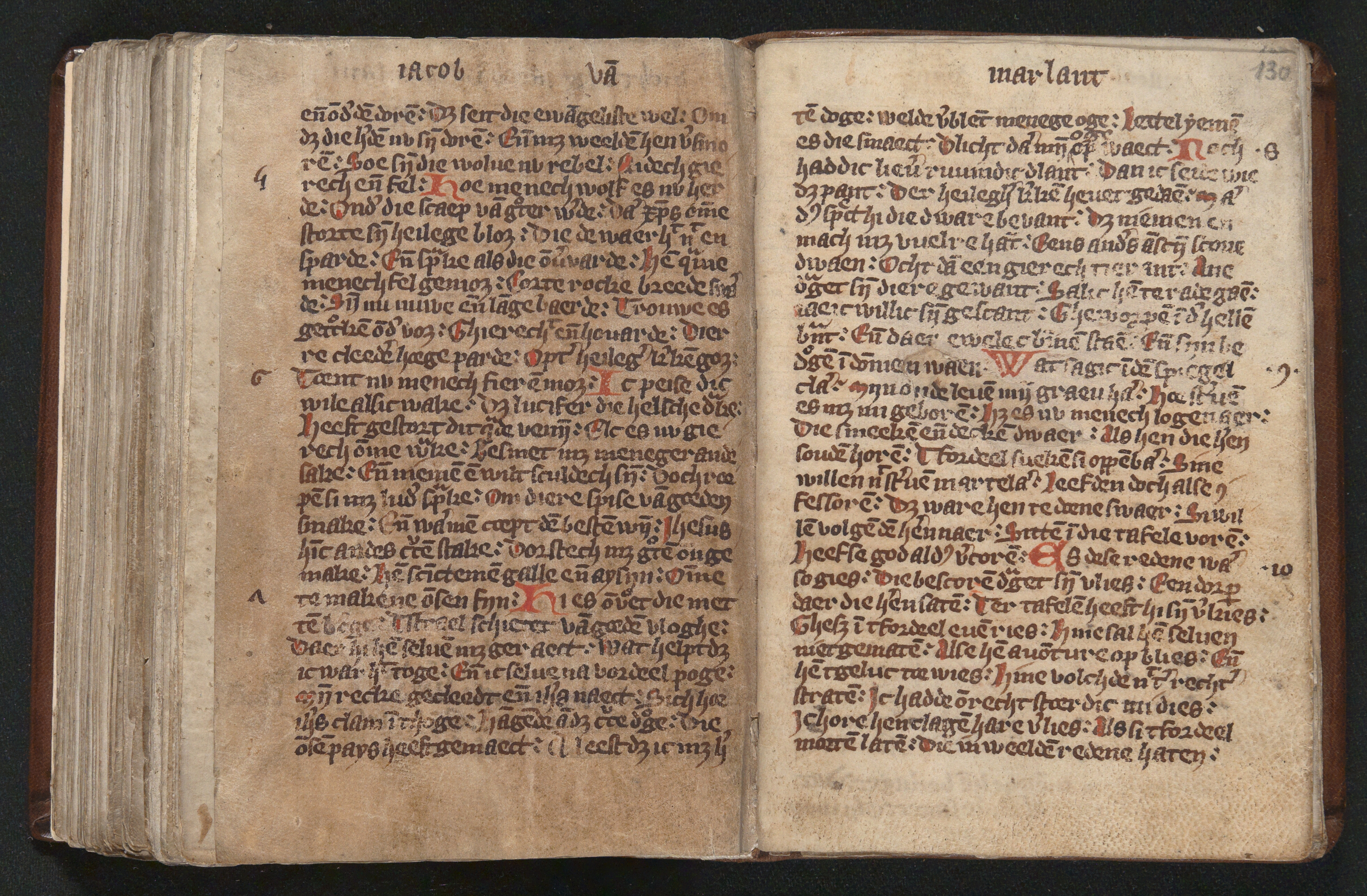
Fragment uit de Heber-Serrure codex, uit het deeltje van der kerken claghe.

De Heber-Serrure Codex is een veertiende-eeuwse, middeleeuws handschrift dat verschillende Middelnederlandse topstukken bevat van onder andere Jacob van Maerlant.

## Het handschrift
De Heber-Serrure codex wordt bewaard in de universiteitsbibliotheek Gent als handschrift 1374. Het handschrift werd vervaardigd in de veertiende eeuw, in het toenmalige Brabant. Een anonieme kopiist maakte de codex in het Rooklooster bij Brussel na 1393. Dit handschrift is genoemd naar twee 19de-eeuwse bezitters ervan: de Engelse bibliofiel Richard Heber en de historicus en filoloog Constant Serrure, die hoogleraar en rector was in Gent. De universiteitsbibliotheek kocht het stuk uit zijn nalatenschap in 1878. De band is gerestaureerd in 1968.
Het Heber-Serrure handschrift bestaat uit vijf productie-eenheden met min of meer dezelfde formele eigenschappen waarbij het formaat van de schriftspiegel gelijk is en het regelaantal nu en dan eens wisselt. De delen zijn van één hand, namelijk de Tweede Partie-kopiist. Het is niet onwaarschijnlijk dat de vijf eenheden reeds in de productiefase bedoeld waren om te worden samengevoegd. Onduidelijk is waarom de excerpten-reeks in deel 1, 2 en 3, die de volgorde van de partieën en de boeken volgt, tussen folio 3 en 4 worden onderbroken. Vermoedelijk hebben de vijf delen van het handschrift niet zelfstandig gefunctioneerd alvorens ze werden samengebonden en daarom hebben we hier te maken met één gebruikseenheid. Er moet evenwel niet worden uitgesloten dat de delen een tijdlang los hebben gelegen alvorens ze van een band werden voorzien, want het grote verschil in ductus en inktkleur wijst erop dat de teksten in het Heber-Serrure handschrift vermoedelijk met grote tussenpozen werden afgeschreven.

## Inhoud
De inhoud van de Heber-Serrure codex is cruciaal voor onze kennis van de Middelnederlandse literatuur omdat hij teksten bevat die nergens anders zijn overgeleverd: Jacob van Maerlants Der kerken claghe, de Vierde Martijn en de zogenaamde Rinclus. De kopiist van het handschrift, die tevens de keuze van de inhoud heeft bepaald, heeft uit de Eerste, Tweede, Derde en Vierde Partie van de Spiegel historiael bloemlezingen van uitspraken door klassieke auteurs en enkele kerkvaders bijeengebracht. Het handschrift bevat voorts nog andere teksten dan delen van florilegia uit de Spiegel historiael, zoals het Miserere van de kluizenaar van Moiliens (in de vertaling van Gielis van Molhem en een verder onbekende Heinric), excerpten uit Die Rose van Heinric, excerpten uit het Boec vander wraken en uit Van der feesten een proper dinc, alsook de volledige tekst van de vier Martijns en Maerlants Der kerken clage.

#### Der kerken claghe
Van Maerlant schreef heel wat kritisch werk zoals het gedicht Der kerken claghen. Het is een aanval op de rijkdom van bepaalde priesters en het wantrouwt de wanpraktijken van de kerk. In het werk komt een verbitterde Maerlant aan het woord komt: 
Daer wijngaert wies ende edel coren, / Sal seker staen distelen ende doren, / Alst ter werelt ende gaet. / Ocht Antkerst nu es gheboren, / Ende sine jongheren lopen voren? / Dorstict segghen, ic wane jaet.
In die verzen liet de auteur verstaan dat de antichrist intussen was geboren en de eindtijd dus was aangebroken. Die visie kaderde geheel in de thematiek van het gedicht Der kerken claghe, dat een hevige aanklacht vormde tegen de misbruiken van de schijnheilige geestelijkheid. Haar bedrog werd namelijk voorgesteld als een voorbode van het einde der tijden.

#### De Vierde Martijn
De Vierde Martijn is een tekst uit 1299 die slechts in een enkel handschrift is overgeleverd. Hoewel de Vierde Martijn niet door Maerlant geschreven is en er verder niets over de auteur bekend is, kan vanuit de tekst zelf toch de hypothese worden opgebouwd dat de auteur aan het hof van de Brabantse hertog Jan I vertoefd moet hebben. Vermoedelijk is hij daarna tijdens het interregnum van Godevaart van Brabant uitgeweken of -gewezen richting Zeeland of Vlaanderen. Naast de drie Martijns werd ook dus ook de Vierde Martijn opgenomen in de Heber-Serrure codex, klaarblijkelijk ook toen al foutief aan Maerlant zelf toegeschreven. Het werk, dat zich als opvolger van de Martijns presenteert, is 893 verzen lang, uitgestrekt over 57 strofen van elk negentien verzen met het rijmschema aab/aab/aab/aab/aab/aabb. Hoewel de schrijver in de tekst maatschappelijk gezien als een gedreven conservatief naar voren komt, zijn zulke lange strofen volgens Driel “opmerkelijk en vernieuwend.”

#### Rinclus
Die Middelnederlandse vertaling van ‘Li Miserere’, in de literatuurgeschiedenis als de ‘Rinclus’ bekend, naar de doorlopende titel in het enige manuscript, U.B. Gent HS 1374, werd voor het eerst uitgegeven door C.P. Serrure. Het is een zedenkundig traktaat in 253 twaalfregelige verzen uit de 13e eeuw. Het is bewerkt naar het Franse leerdicht Miserere (ca.1200), door Gielijs van Molhem, samen met ene Heinrec. De tekst bevat een opwekking om zonden te vermijden en een felle hekeling van de geestelijke stand.

#### Andere excerpten
Kort samengevat bevat de Heber-Serrure codex de volgende onderdelen:
- Excerpten uit Spiegel historiaal / Jacob van Maerlant (ff. 1v-78v)
- Le Reclus de Molliens, Miserere, Nederlandse vertaling (ff. 79r-96v)
- Hein van Aken, Excerpten uit Die rose (f. 97r-v)
- Jan van Boendale (?), Van der wraken (ff. 97v-99r)
- Jacob van Maerlant, Martijns I-III (ff. 102r-119r)
- Hein van Aken (?), Vierde Martijn (ff. 119r-128r)
- Jacob van Maerlant, Der kerken claghe (ff. 129r-131v)
- Van der feesten een proper dinc, excerpten (ff. 131v-133r)